# Travelin' Prayer
«Travelin' Prayer» es una canción interpretada por el músico estadounidense Billy Joel. Fue publicada el 9 de noviembre de 1973 como la canción de apertura de su segundo álbum de estudio Piano Man.

## Letra y música
Joel escribió «Travelin' Prayer» unos dos años antes de que apareciera en el álbum. La canción tiene cuatro versos, el primero de los cuales se repite más tarde, y dos pausas instrumentales. La letra ofrece una oración para que la amante del cantante sea protegida hasta que regrese con el cantante. La canción tiene elementos de música country y se toma a un ritmo rápido. La instrumentación incluye un piano honky-tonk, banjo, bajo, violín y batería, la última de las cuales se toca con escobillas usando solo una caja y un bombo. Joel toca el arpa de boca durante la segunda pausa instrumental. El autor Ken Bielen ve la canción como influenciada por una bendición tradicional irlandesa para un fácil regreso a casa. Bielen también señala que la canción encaja con una tendencia durante el período en el que las imágenes religiosas se usaban a menudo en canciones populares. El autor Hank Bordowitz describe la canción como una “canción pop para volver a la carretera”.  Bordowitz elogia especialmente la forma de tocar el banjo de Eric Weissberg.

## Posicionamiento
| Gráfica (1974)                            | Pico de posición |
| ----------------------------------------- | ---------------- |
| Canadá (RPM Top Singles)                  | 61               |
| Estados Unidos (Billboard Hot 100)        | 77               |
| Estados Unidos (Billboard Easy Listening) | 31               |